# Новоалександровский сельский совет (Сахновщинский район)
Новоалександровский сельский совет — входит в состав Сахновщинского района Харьковской области Украины.
Административный центр сельского совета находится в селе Новоалександровка.

## История
- 1924 — дата образования.

## Населённые пункты совета
- село Новоалександровка
- село Андреевка
- село Зелёный Клин
- село Касьяновка
- село Кузьминовка
- село Надеждино
- село Новая Балка
- село Новодмитровка
- село Петровка
- село Степановка

### Ликвидированные населённые пункты
- село Пятиричка